# Margiza terranea
Margiza terranea là một loài bướm đêm trong họ Noctuidae.